# Канадско-американский автомобильный договор
Кана́дско-америка́нский автомоби́льный догово́р (англ. Canada—United States Automotive Products Agreement, Auto Pact, APTA) — важное торговое соглашение между Канадой и США. Подписан премьер-министром Лестером Б. Пирсоном и президентом Линдоном Б. Джонсоном в январе 1965 года.
По договору пошлины на автомобили, грузовые автомобили, автобусы, шины и запчасти между двумя странами отменялись, что было очень выгодно крупным американским производителям автомобилей. В обмен три крупных автопроизводителя (General Motors, Ford и Chrysler), а позднее и Volvo согласились, что выпуск автомобилей в Канаде не упадёт ниже уровня 1964 г. и что они обеспечат в Канаде прежнее соотношение производства к продажам.
До автомобильного договора североамериканская автомобильная промышленность была сильно сегрегирована. Из-за тарифов лишь три процента автомобилей, продававшихся в Канаде, было изготовлено в США, при этом в США производилось большинство деталей, и в результате Канада имела значительный дефицит в торговле автомобильными товарами с США.
Договор привёл к масштабным и незамедлительным изменениям. Канада стала производить намного меньше моделей автомобилей. Вместо этого были построены намного более крупные филиальные заводы, производящие лишь одну модель для всей Северной Америки. В 1964 г. лишь семь процентов автомобилей, произведённых в Канаде, продавалось её южному соседу, а к 1968 г. этот показатель вырос до шестидесяти процентов. К тому же моменту уже сорок процентов автомобилей, купленных в Канаде, было произведено в США. Автомобилестроение и производство запасных частей быстро обогнали целлюлозно-бумажную промышленность и стали крупнейшими отраслями Канады. С 1965 по 1982 гг. совокупный дефицит Канады в автомобильной торговле с США составлял 12,1 миллиарда $, включая внешнеторговый профицит по собранным автомобилям примерно на 28 миллиардов $ и дефицит по автомобильным деталям примерно на 40,5 млрд $.